# Цзюлун (полуостров)
Коулу́н, также Цзюлу́н  (иер. трад. 九龍, упр. 九龙, англ. Kowloon, кант. Кау-лун?, с.-кит. Цзюлун?, буквально  «Девять драконов») — полуостров на юго-востоке Китая, большей частью входит в состав специального административного района Гонконг. На полуострове расположена одноимённая часть Гонконга. Омывается водами Южно-Китайского моря. Площадь около 47 км². Преобладают низкогорья (высотой 400—600 м). Берег изобилует скалистыми мысами, бухтами, прибрежными островами.